# Радиан

Некоторые важные углы, измеренные в радианах. Все многоугольники, изображённые на диаграммах, — правильные

Радиа́н (русское обозначение: рад, международное: rad; от лат. radius — луч, радиус) — центральный угол, соответствующий дуге окружности, длина которой равна радиусу этой окружности. Единица измерения плоских углов в Международной системе единиц (СИ), а также в системах единиц СГС и МКГСС.
Радианная мера — угловая мера, в которой за единицу принимается угол в 1 радиан. То есть, радианная мера любого угла — это отношение этого угла к радиану. Из определения следует, что величина полного угла равна 2π радиан (см. рис. справа).
Определить радианную меру можно и так: радианная мера угла — отношение длины дуги окружности, находящейся между сторонами угла, к радиусу этой окружности, когда центр окружности совпадает с вершиной угла. В геометрии для определения радианной меры угла используют единичную окружность с центром в вершине угла; тогда радианная мера угла равна длине дуги единичной окружности между сторонами угла.
Поскольку длина дуги окружности пропорциональна её угловой мере и радиусу, длина дуги окружности радиуса R и угловой величины α, измеренной в радианах, равна α ∙ R.
Так как величина угла, выраженная в радианах, равна отношению длины дуги окружности (м) к длине её радиуса (м), угол в радианном измерении — величина безразмерная.

## Радиан в Международной системе единиц (СИ)
В качестве единицы измерения плоских углов в Международной системе единиц (СИ) радиан был принят XI Генеральной конференцией по мерам и весам в 1960 году одновременно с принятием системы СИ в целом. В настоящее время в системе СИ радиан квалифицируется как когерентная безразмерная производная единица СИ, имеющая специальные наименование и обозначение. Русское обозначение — рад, международное — rad.
Безразмерность плоского угла означает, что единицей его измерения является число один. Однако, применительно к плоскому углу единице «один» было присвоено специальное наименование «радиан» для того, чтобы в каждом конкретном случае облегчить понимание того, какая именно величина имеется в виду.

### Кратные и дольные единицы
Десятичные кратные и дольные единицы радиана образуются с помощью стандартных приставок СИ, однако используются редко. Так, в миллирадианах, микрорадианах и нанорадианах измеряется угловое разрешение в астрономии. В кратных единицах (килорадианах и т. д.) измеряется
набег угловой фазы. Сокращённое обозначение (рад, rad) основной и производных единиц не следует путать с устаревшей единицей измерения поглощённой дозы ионизирующего излучения — рад.
| Кратные                                                                                                | Кратные      | Кратные     | Кратные     | Дольные   | Дольные      | Дольные     | Дольные     |
| величина                                                                                               | название     | обозначение | обозначение | величина  | название     | обозначение | обозначение |
| --- | ------------ | ----------- | ----------- | --------- | ------------ | ----------- | ----------- |
| 101 рад                                                                                                | декарадиан   | дарад       | darad       | 10−1 рад  | децирадиан   | драд        | drad        |
| 102 рад                                                                                                | гекторадиан  | град        | hrad        | 10−2 рад  | сантирадиан  | срад        | crad        |
| 103 рад                                                                                                | килорадиан   | крад        | krad        | 10−3 рад  | миллирадиан  | мрад        | mrad        |
| 106 рад                                                                                                | мегарадиан   | Мрад        | Mrad        | 10−6 рад  | микрорадиан  | мкрад       | µrad        |
| 109 рад                                                                                                | гигарадиан   | Град        | Grad        | 10−9 рад  | нанорадиан   | нрад        | nrad        |
| 1012 рад                                                                                               | терарадиан   | Трад        | Trad        | 10−12 рад | пикорадиан   | прад        | prad        |
| 1015 рад                                                                                               | петарадиан   | Прад        | Prad        | 10−15 рад | фемторадиан  | фрад        | frad        |
| 1018 рад                                                                                               | эксарадиан   | Эрад        | Erad        | 10−18 рад | атторадиан   | арад        | arad        |
| 1021 рад                                                                                               | зеттарадиан  | Зрад        | Zrad        | 10−21 рад | зепторадиан  | зрад        | zrad        |
| 1024 рад                                                                                               | йоттарадиан  | Ирад        | Yrad        | 10−24 рад | иокторадиан  | ирад        | yrad        |
| 1027 рад                                                                                               | роннарадиан  | Рнрад       | Rrad        | 10−27 рад | ронторадиан  | рнрад       | rrad        |
| 1030 рад                                                                                               | кветтарадиан | Кврад       | Qrad        | 10−30 рад | квекторадиан | кврад       | qrad        |
| рекомендовано к применению применять не рекомендуется не применяются или редко применяются на практике |              |             |             |           |              |             |             |

## Связь радиана с другими единицами

Угол в 1 радиан.

Пропорциональное соотношение радиана с другими единицами измерения углов описывается формулой:
- 1 радиан = 1/(2π) оборотов = 180/π градусов = 200/π градов.

Очевидно, развернутый угол равен {\displaystyle 180^{\circ },} или {\displaystyle {\frac {\pi \cdot r}{r}}=\pi } радианам. Отсюда вытекает тривиальная формула пересчёта из градусов, минут и секунд в радианы и наоборот.
a[°] = α[рад] × (360° / (2π)) или α[рад] × (180° / π),
α[рад] = a[°] : (180° / π) = a[°] × (π / 180°),
где α[рад] — угол в радианах, a[°] — угол в градусах.
1 рад (или {\displaystyle \rho ^{\circ }}) = {\displaystyle {\frac {360^{\circ }}{2\pi }}\approx 57{,}295779513^{\circ }\approx 57^{\circ }17'44{,}806''}(мнемоническое правило запоминания в градусах-минутах-секундах: "Число радиана и порядок шутя пишу наизусть", где число букв в каждом слове равно соответствующей цифре в записи значения радиана, до десятой доли угловой секунды)
{\displaystyle \rho '} (или 1 рад в минутах) = {\displaystyle {\frac {360^{\circ }\cdot 60'}{2\pi }}\approx 3437{,}747'}
{\displaystyle \rho ''} (или 1 рад в секундах) = {\displaystyle {\frac {360^{\circ }\cdot 60'\cdot 60''}{2\pi }}\approx 206264{,}8''.}

Номограмма для перевода радианы/градусы.

В метрической системе угловых мер прямой угол делится на 100 градов и каждый град на 100 сантиградов, который, в свою очередь, делится на сотые доли сантиграда, так что

{\displaystyle \rho _{\prime \prime }} (или 1 рад в сотых долях «сантиграда») = {\displaystyle {\frac {400\cdot 100\cdot 100}{2\pi }}\approx 636620.}
 Употреблять его практически не приходится, так как метрическая система угловых мер пока не получила широкого распространения.
Чтобы легче запомнить, как переводят радианы в градусы и обратно, заметим:

Переводя радианы в градусы (или в минуты, или в секунды), мы из отвлеченного числа ({\displaystyle \mathrm {rad} }) делаем именованное ({\displaystyle \rho ^{\circ },\rho ',\rho ''}) и поэтому должны множить на {\displaystyle \rho ^{\circ }~(}или {\displaystyle \rho ',\rho '')};

Переводя градусы в радианы, мы, наоборот, уничтожаем наименование: получаем отвлечённое число; значит, здесь надо делить на {\displaystyle \rho ^{\circ }~(}или {\displaystyle \rho ',\rho ''),} либо же умножать на перевёрнутую
дробь {\displaystyle {\frac {1}{\rho ^{\circ }}}~({\frac {1}{\rho '}},{\frac {1}{\rho ''}}).}
Пример 1. Перевести в радианы {\displaystyle 5^{\circ }43'46''.}
{\displaystyle {\boldsymbol {\alpha }}[\mathrm {rad} ]\eqcirc 5^{\circ }={\frac {5^{\circ }}{\displaystyle {\rho ^{\circ }}}}~\mathrm {rad} =0{,}0872_{6}}
{\displaystyle 43'={\frac {43'}{\rho '}}~\mathrm {rad} =0{,}0125_{08}}
{\displaystyle 46''={\frac {46''}{\rho ''}}~\mathrm {rad} =0{,}0002_{23}}
{\displaystyle \sum \approx 0{,}0999_{9}~\mathrm {rad} } {\displaystyle =0{,}1~\mathrm {rad} }
Альтернативный способ предусматривает перевод минут и секунд в десятичные (сотые и десятитысячные) доли градуса,
 и однократного деления на {\displaystyle \rho ^{\circ }:} (как правило, этот способ более точен)
{\displaystyle 46''={\frac {46''}{60''}}=0{,}{\boldsymbol {77}}'}
{\displaystyle 43{,}{\boldsymbol {77}}'={\frac {43{,}77'}{60'}}=0{,}{\boldsymbol {7295}}^{\circ }}
{\displaystyle \sum =5{,}{\boldsymbol {7295}}^{\circ }}
{\displaystyle 5{,}7295^{\circ }={\frac {5{,}7295^{\circ }}{\rho ^{\circ }}}~\mathrm {rad} ={\frac {5{,}7295^{\circ }}{\displaystyle {57{,}295^{\circ }}}}=0{,}1~\mathrm {rad} }
Пример 2. Перевести в градусы 1 радиан.
{\displaystyle a[^{\circ }]\eqcirc 1\cdot {\frac {360^{\circ }}{2\pi }}=1\cdot 57{,}29578^{\circ }=57{,}{\boldsymbol {29578}}^{\circ }}
{\displaystyle 0{,}{\boldsymbol {29578}}^{\circ }\cdot 60'=17{,}{\boldsymbol {7468}}'}
{\displaystyle 0{,}{\boldsymbol {7468}}'\cdot 60''=44{,}807''\approx 45''}
Итого {\displaystyle \approx 57^{\circ }17'45''.}

### Таблица градусов, радиан и град
| Угол, в долях от полного         | Градусы                      | Радианы                              | Грады                                            | Синус                                                 | Косинус                                                | Тангенс                                 |
| -------------------------------- | ---------------------------- | ------------------------------------ | ------------------------------------------------ | ----------------------------------------------------- | ------------------------------------------------------ | --------------------------------------- |
| {\displaystyle 0}                | {\displaystyle 0^{\circ }}   | {\displaystyle 0}                    | {\displaystyle 0^{\mathrm {g} }}                 | {\displaystyle 0}                                     | {\displaystyle 1}                                      | {\displaystyle 0}                       |
| {\displaystyle {\frac {1}{24}}}  | {\displaystyle 15^{\circ }}  | {\displaystyle {\frac {\pi }{12}}}   | {\displaystyle 16{\frac {2}{3}}^{\mathrm {g} }}  | {\displaystyle {\frac {\sqrt {2}}{4}}({\sqrt {3}}-1)} | {\displaystyle {\frac {\sqrt {2}}{4}}({\sqrt {3}}+1)}  | {\displaystyle 2-{\sqrt {3}}}           |
| {\displaystyle {\frac {1}{12}}}  | {\displaystyle 30^{\circ }}  | {\displaystyle {\frac {\pi }{6}}}    | {\displaystyle 33{\frac {1}{3}}^{\mathrm {g} }}  | {\displaystyle {\frac {1}{2}}}                        | {\displaystyle {\frac {\sqrt {3}}{2}}}                 | {\displaystyle {\frac {\sqrt {3}}{3}}}  |
| {\displaystyle {\frac {1}{8}}}   | {\displaystyle 45^{\circ }}  | {\displaystyle {\frac {\pi }{4}}}    | {\displaystyle 50^{\mathrm {g} }}                | {\displaystyle {\frac {\sqrt {2}}{2}}}                | {\displaystyle {\frac {\sqrt {2}}{2}}}                 | {\displaystyle 1}                       |
| {\displaystyle {\frac {1}{6}}}   | {\displaystyle 60^{\circ }}  | {\displaystyle {\frac {\pi }{3}}}    | {\displaystyle 66{\frac {2}{3}}^{\mathrm {g} }}  | {\displaystyle {\frac {\sqrt {3}}{2}}}                | {\displaystyle {\frac {1}{2}}}                         | {\displaystyle {\sqrt {3}}}             |
| {\displaystyle {\frac {5}{24}}}  | {\displaystyle 75^{\circ }}  | {\displaystyle {\frac {5\pi }{12}}}  | {\displaystyle 88{\frac {1}{3}}^{\mathrm {g} }}  | {\displaystyle {\frac {\sqrt {2}}{4}}({\sqrt {3}}+1)} | {\displaystyle {\frac {\sqrt {2}}{4}}({\sqrt {3}}-1)}  | {\displaystyle 2+{\sqrt {3}}}           |
| {\displaystyle {\frac {1}{4}}}   | {\displaystyle 90^{\circ }}  | {\displaystyle {\frac {\pi }{2}}}    | {\displaystyle 100^{\mathrm {g} }}               | {\displaystyle 1}                                     | {\displaystyle 0}                                      | не определён                            |
| {\displaystyle {\frac {7}{24}}}  | {\displaystyle 105^{\circ }} | {\displaystyle {\frac {7\pi }{12}}}  | {\displaystyle 116{\frac {2}{3}}^{\mathrm {g} }} | {\displaystyle {\frac {\sqrt {2}}{4}}({\sqrt {3}}+1)} | {\displaystyle -{\frac {\sqrt {2}}{4}}({\sqrt {3}}-1)} | {\displaystyle -2-{\sqrt {3}}}          |
| {\displaystyle {\frac {1}{3}}}   | {\displaystyle 120^{\circ }} | {\displaystyle {\frac {2\pi }{3}}}   | {\displaystyle 133{\frac {1}{3}}^{\mathrm {g} }} | {\displaystyle {\frac {\sqrt {3}}{2}}}                | {\displaystyle -{\frac {1}{2}}}                        | {\displaystyle -{\sqrt {3}}}            |
| {\displaystyle {\frac {3}{8}}}   | {\displaystyle 135^{\circ }} | {\displaystyle {\frac {3\pi }{4}}}   | {\displaystyle 150^{\mathrm {g} }}               | {\displaystyle {\frac {\sqrt {2}}{2}}}                | {\displaystyle -{\frac {\sqrt {2}}{2}}}                | {\displaystyle -1}                      |
| {\displaystyle {\frac {5}{12}}}  | {\displaystyle 150^{\circ }} | {\displaystyle {\frac {5\pi }{6}}}   | {\displaystyle 166{\frac {2}{3}}^{\mathrm {g} }} | {\displaystyle {\frac {1}{2}}}                        | {\displaystyle -{\frac {\sqrt {3}}{2}}}                | {\displaystyle -{\frac {\sqrt {3}}{3}}} |
| {\displaystyle {\frac {11}{24}}} | {\displaystyle 165^{\circ }} | {\displaystyle {\frac {11\pi }{12}}} | {\displaystyle 183{\frac {1}{3}}^{\mathrm {g} }} | {\displaystyle {\frac {\sqrt {2}}{4}}({\sqrt {3}}-1)} | {\displaystyle -{\frac {\sqrt {2}}{4}}({\sqrt {3}}+1)} | {\displaystyle -2+{\sqrt {3}}}          |
| {\displaystyle {\frac {1}{2}}}   | {\displaystyle 180^{\circ }} | {\displaystyle \pi }                 | {\displaystyle 200^{\mathrm {g} }}               | {\displaystyle 0}                                     | {\displaystyle -1}                                     | {\displaystyle 0}                       |
| {\displaystyle {\frac {7}{12}}}  | {\displaystyle 210^{\circ }} | {\displaystyle {\frac {7\pi }{6}}}   | {\displaystyle 233{\frac {1}{3}}^{\mathrm {g} }} | {\displaystyle -{\frac {1}{2}}}                       | {\displaystyle -{\frac {\sqrt {3}}{2}}}                | {\displaystyle {\frac {\sqrt {3}}{3}}}  |
| {\displaystyle {\dfrac {5}{8}}}  | {\displaystyle 225^{\circ }} | {\displaystyle {\dfrac {5\pi }{4}}}  | {\displaystyle 250^{\mathrm {g} }}               | {\displaystyle -{\dfrac {\sqrt {2}}{2}}}              | {\displaystyle -{\dfrac {\sqrt {2}}{2}}}               | {\displaystyle 1}                       |
| {\displaystyle {\frac {2}{3}}}   | {\displaystyle 240^{\circ }} | {\displaystyle {\frac {4\pi }{3}}}   | {\displaystyle 266{\frac {2}{3}}^{\mathrm {g} }} | {\displaystyle -{\frac {\sqrt {3}}{2}}}               | {\displaystyle -{\frac {1}{2}}}                        | {\displaystyle {\sqrt {3}}}             |
| {\displaystyle {\frac {3}{4}}}   | {\displaystyle 270^{\circ }} | {\displaystyle {\frac {3\pi }{2}}}   | {\displaystyle 300^{\mathrm {g} }}               | {\displaystyle -1}                                    | {\displaystyle 0}                                      | не определён                            |
| {\displaystyle {\frac {5}{6}}}   | {\displaystyle 300^{\circ }} | {\displaystyle {\frac {5\pi }{3}}}   | {\displaystyle 333{\frac {1}{3}}^{\mathrm {g} }} | {\displaystyle -{\frac {\sqrt {3}}{2}}}               | {\displaystyle {\frac {1}{2}}}                         | {\displaystyle -{\sqrt {3}}}            |
| {\displaystyle {\frac {7}{8}}}   | {\displaystyle 315^{\circ }} | {\displaystyle {\frac {7\pi }{4}}}   | {\displaystyle 350^{\mathrm {g} }}               | {\displaystyle -{\frac {\sqrt {2}}{2}}}               | {\displaystyle {\frac {\sqrt {2}}{2}}}                 | {\displaystyle -1}                      |
| {\displaystyle {\frac {11}{12}}} | {\displaystyle 330^{\circ }} | {\displaystyle {\frac {11\pi }{6}}}  | {\displaystyle 366{\frac {2}{3}}^{\mathrm {g} }} | {\displaystyle -{\frac {1}{2}}}                       | {\displaystyle {\frac {\sqrt {3}}{2}}}                 | {\displaystyle -{\frac {\sqrt {3}}{3}}} |
| {\displaystyle 1}                | {\displaystyle 360^{\circ }} | {\displaystyle 2\pi }                | {\displaystyle 400^{\mathrm {g} }}               | {\displaystyle 0}                                     | {\displaystyle 1}                                      | {\displaystyle 0}                       |

## Радианная мера в математическом анализе
При рассмотрении тригонометрических функций в математическом анализе всегда считается, что аргумент выражен в радианах, что упрощает запись; при этом само обозначение рад (rad) часто опускается. 
При малых углах синус и тангенс угла, выраженного в радианах, приблизительно равны самому углу (в радианах), что удобно при приближённых вычислениях. При углах менее {\displaystyle 0{,}1~\mathrm {rad} ~(5^{\circ }43'{,}77)}, приближение можно считать верным до третьего знака после запятой. Если угол меньше {\displaystyle 0{,}01~\mathrm {rad} ~(0^{\circ }34'{,}38)}, — то до шестого знака после запятой:
{\displaystyle \sin \alpha \approx \operatorname {tg} \,\alpha \approx \alpha .}

## История
Первое использование радиана вместо углового градуса обычно приписывают Роджеру Котсу (XVIII век), который считал эту единицу измерения угла наиболее естественной. Однако идея измерять длину дуги радиусом окружности использовалась и другими математиками. Например, Аль-Каши использовал единицу измерения, названную им «часть диаметра», которая равнялась 1/60 радиана. Также им использовались и более мелкие производные единицы.
Термин «радиан» впервые появился в печати 5 июня 1873 года в экзаменационных билетах, составленных Джеймсом Томсоном из Университета Квинса в Белфасте. Томсон использовал термин не позднее 1871 года, в то время как Томас Мьюр из Сент-Эндрюсского университета в 1869 году колебался в выборе между терминами «рад», «радиал» и «радиан». В 1874 году Мьюр, после консультаций с Джеймсом Томсоном, решил использовать термин «радиан».